# 日峰行動
日峰行動（香港傳媒稱之為光明頂行動；英文：Operation Solarpeak）是香港警務處為應對於2014年下半年發生的佔領中環以至演變為後來的雨傘革命而部署的行動，有關行動於2014年年初部署，至同年12月16日解散。有關行動的「特別調查組」隸屬於刑事總部轄下，由有組織罪案及三合會調查科及各區刑事偵緝人員近二百名人員所組成，參與人員的執勤時間是每一更份12小時（有別於平常的8小時）。
此行動亦為後來2019年的「踏浪者行動」（Operation Tiderider）提供了重要經驗。

## 外部連結
- 香港警務處 — 上下一心 專業處理非法佔領 - Operation SOLARPEAK
- 人事服務及職員關係科　為人員打氣加油 （页面存档备份，存于），《警聲》第1025期